# Ricardo Darín (1925-1989)
Ricardo Andrés Darín (Buenos Aires, 11 de abril de 1925-5 de enero de 1989) fue un primer actor de teatro, cine y televisión, aviador, periodista y poeta argentino de mediados del siglo XX.

## Carrera
Darín se inició en la escena teatral argentina, primero con roles secundarios, para pasar rápidamente al protagónico. Integró decenas de compañías teatrales de aclamadas primeras figuras de la época.
Fue, entre otras cosas, poeta, aviador y aventurero, a los 18 años marchó a Europa. Viajó por Asia y África, le escribió un poema a la bandera chilena, conoció al escritor, actor y cineasta Orson Welles y a Louis Jourdan, se presentó en un concurso de belleza en Francia y fue elegido "Uno de los diez fabulosos muchachos". También escribió uno de los primeros manuales sobre primeros auxilios en Portugal. Cuando se quedó sin dinero, fue a golpear las puertas del consulado argentino en Francia, donde consiguió trabajo como guardaespaldas en la tercera línea de Charles De Gaulle.
Cuando volvió a Argentina empezó a trabajar como actor en la radio, donde conoció a su esposa, Renée Roxana, mientras ambos trabajaban en la radionovela Las aventuras del zorro por radio El Mundo.
En radio hizo varias radionovelas haciendo pareja con su esposa y en la cual debutó a una edad muy temprana su hijo Ricardo, con apenas 6 años.
En cine tuvo su única aparición filmográfica con La culpa, de 1969, con Libertad Leblanc y Carlos Estrada.
Durante una entrevista con su hijo, Ricardo, explicó que su personalidad era "muy creativa, muy de choque, con una alegría de vivir muy contrastante con su alma, que era muy pesada. Era muy raro y adorado por sus amigos, un gran conversador".

## Vida personal
Su primer matrimonio fue con la actriz Roxana Darín con quien se casó en 1955 y de quien se divorció en 1969. Tuvieron dos hijos, ambos actores: Ricardo Darín, nacido en 1957, y Alejandra Darín, nacida en 1962.
Posteriormente tuvo otra hija, Daniela, con una mujer llamada Cristina. Daniela es psicóloga y vive en España.
Por parte de sus hijos mayores tiene cuatro nietos: Chino Darín, actor, Clara Darín, diseñadora de indumentaria, Fausto Bengoechea, actor, y Antonia Bengoechea, actriz.

## Fallecimiento
Falleció el 5 de enero de 1989 víctima de cáncer, una semana antes del nacimiento de su primer nieto, el Chino Darín. Sus restos fueron sepultados en el panteón de la Asociación Argentina de Actores y Actrices del Cementerio de la Chacarita. En una de las entrevistas realizadas a Darín hijo, explicó el duro momento de la muerte de su padre: 

"Su padre, con una larga trayectoria en radio y teatro, lo trataba de usted y siempre le repetía una frase que para él era inaprensible, tal vez inexplicable, pero que cuando murió, el enorme significado que tenía cayó con todo su peso sobre él: "No tenga nada, porque todo esto es mentira". El día que falleció, Darín y sus hermanas fueron a retirar sus pertenencias de la pieza en la que vivía. Allí, atravesado por el dolor, en medio de un cuarto austero y con aroma a muerte, Darín se dio cuenta de que su padre había tenido para sí esa frase como máxima: "No tenía nada, pero no tenía nada en serio. Dos pares de zapatos, dos sacos, dos camisas. Había sido íntegro hasta las últimas consecuencias. Me quedé sentado en su cama mirando todo. Fue una lección tremenda".

## Filmografía
- 1969: La culpa.

## Televisión
- Nosotros tres... y alguien más, junto a Pedro Aleandro.
- Apunten fuego, emitido por Canal 11.
- Boleta de empeño (de Oscar Stella), con Pedro Aleandro, Emma Bernal y Renée Roxana.
- Historias fantásticas de suspenso (episodio: Las muchachas y los soldados, junto a Inés Moreno)

## Teatro
- El conventillo de la Paloma, con la actriz Chela Ruiz.